# میبران
میبران (خمین)، روستایی از توابع بخش کمره شهرستان خمین در استان مرکزی ایران است. در فاصله ۵ کیلومتری از شهر خمین واقع شده. در حال حاضر خالی از سکنه دائمی ولی کشاورزی آن رونق دارد. دارای دو حلقه چاه عمومی کشاورزی و یک حلقه چاه شخصی می باشد. 
محصولات آن شامل گندم ، جو ، لوبیا و یونجه می باشد .زندان خمین ، مرکز خرید گندم تعاون روستایی و کشتارگاه مرغ بهسا در اراضی این روستا احداث شده اند.این آبادی بعد از اجرای اصلاحات ارضی بین هشت نفر کشاورزان زیر تقسیم گردید. ۱. علی و غلامحسن آب خیز ۲. مختار و مهدیقلی مسیبی ۳.عباسقلی و رضا قلی اسدی ۴. درویشی ۵. محمدجواد فرقدان ۶. جوادی 
روستا فاقد جاده آسفالته،  گاز کشی و اب اشامیدنی می باشد و این امر باعث تخلیه روستا از سکنه شده است.
از سمت شمال به اراضی روستای داوود اباد ، از سمت غرب به روستای دانیان ، از سمت جنوب به روستای اسفنجه، از سمت شمال  شرق به روستای عاشقه و سرطاق محدود می‌شود.
راه های دسترسی روستا راه شوسته از سمت جاده اراک خمین مقابل روستای عاشقه می باشد. راه خاکی از روستای اسفنجه ، دانیان و داوود اباد نیز وجود دارد  علی اکبر آب خیز 

## جمعیت
این روستا در دهستان خرم‌دشت قرار دارد و براساس سرشماری مرکز آمار ایران در سال ۱۳۸۵، جمعیت آن ۱۱ نفر (۴خانوار) بوده‌است.
در سال ۱۴۰۲ خالی از سکنه بوده. ولی کشاورزی آن رونق دارد.